# Mooswaldmühle
Die Mooswaldmühle ist eine historische Wassermühle im Ortsteil Sulzbach der Gemeinde Lauterbach im Schwarzwald. Sie wird angetrieben von einem oberschlächtigen Wasserrad, das aus einem Mahlweiher über einen „Holzkähner“ gespeist wird. Das Dach ist strohgedeckt.

## Geschichte
Bis zum Dreißigjährigen Krieg gab es in Lauterbach zwei Bannmühlen, davon eine im Sulzbachtal, die im Krieg zerstört wurde. In der Folge wurde die Mooswaldmühle als Hofmühle des Mooswaldhofes erbaut. Sie wurde erstmals 1657 erwähnt. 1772 kaufte ein anderer Bauer die Hälfte des Nutzungsrechtes. Nach 1800 nahm die Zahl der Nutzer weiter zu.
In den 1980er Jahren erwarb die Gemeinde Lauterbach die Mühle von den verbliebenen sechs Teilhabern, um sie zu restaurieren und der Öffentlichkeit zugänglich zu machen. 2016 wurde das Reetdach neu gedeckt. Sie ist voll funktionsfähig und wird auf Anfrage vorgeführt.

## Bilder

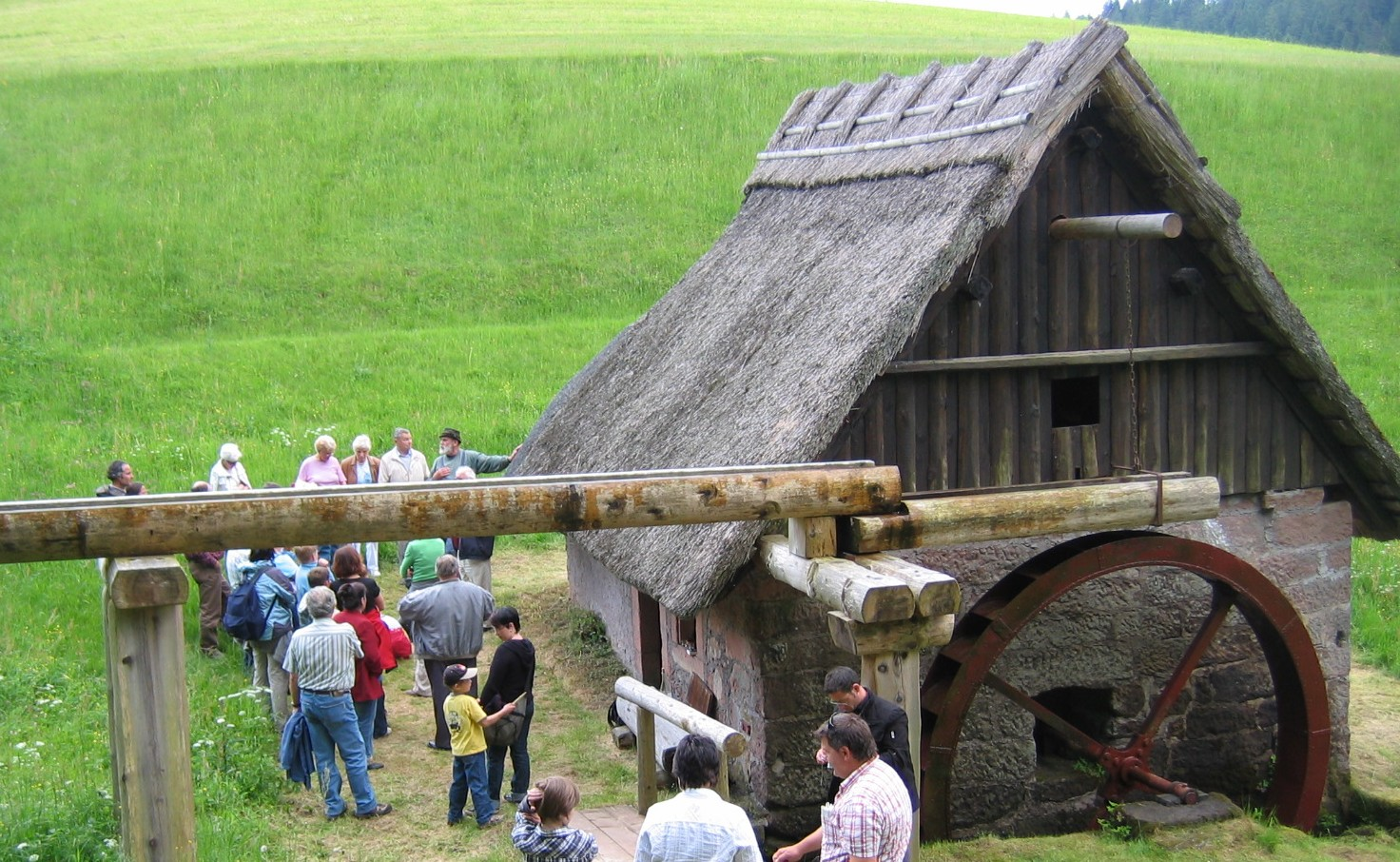
Die Mooswaldmühle am deutschen Mühlentag 2009